# Catedral de São Sebastião de Ilhéus
Catedral de São Sebastião, também chamada de Catedral de Ilhéus, é a catedral Católica Romana da Diocese de Ilhéus. Está localizada no centro histórico do município de Ilhéus, na Bahia, Brasil. Está sob a responsabilidade pastoral do bispo Giovanni Crippa.
A catedral foi inaugurada em 1967 e levou cerca de 36 anos para ser construída. Foi arquitetada no estilo neoclássico e sua estrutura é uma das principais atrações turísticas da cidade. A sua abóbada atinge uma altura de 48 metros.
Tem servido como igreja matriz da diocese desde a sua fundação em 20 de outubro de 1913 pelo Papa Pio X, com a bula "Majus animarum bonum" ("Para o bem maior das almas", em tradução livre para o português).